# جمعية النظافة الصناعية الأمريكية
جمعية النظافة الصناعية الأمريكية هي منظمة غير ربحية 501 (c) 6، تتشكل مهمتها في الحفاظ على «السلامة والصحة المهنية». تعمل جمعية النظافة الصناعية الأمريكية على توفير المعلومات والموارد لأخصائيي الصحة الصناعية ومتخصصي السلامة والصحة المهنية.

## وظائف
الجمعية الأمريكية للصحة الصناعية (AIHA) هي مشارك رسمي في برنامج تحالف (OSHA). من خلال تحالف (AIHA-OSHA)، وتساعد إدارة السلامة والصحة المهنية (OSHA). على تزويد أعضاء (AIHA) و
بالمعلومات العامة حول قواعد (OSHA) الخاصة بصياغة القواعد والامتثال لأصحاب العمل، من أجل تحقيق المهمة المتبادلة المتمثلة في ضمان ظروف آمنة وصحية للعمال. الخطة القابلة للتنفيذ ذات الجانبين: 1).
رفع الوعي و 2). أن تكون مصدرًا للتواصل والاتصال. عملت AIHA مع (OSHA) لتوفير الموارد المتاحة لأرباب العمل والموظفين فيما يتعلق بالمخاطر المحددة المرتبطة بالصناعات ذات العلاقة، من أجل خلق الوعي مع العمال وأصحاب العمل. قدمت (AIHA)العديد من المستندات التعليمية الإضافية بواسطة برنامج (OSHA Alliance)، خاصة في صناعة البناء، والتي تأثرت على نطاق واسع بقاعدة السيليكا.

## دورها في النظافة الصناعية
ممارسة النظافة الصناعية، والمعروفة أيضًا باسم النظافة المهنية أو الصحة المهنية، هي فكرة حديثة نسبيًا، ابتكرت بشكل أساسي من قبل أليس هاميلتون وغالبًا ما يشار إليها باسم «أم النظافة الصناعية».[بحاجة لمصدر]

## تاريخ
تاريخياً تشكلت منظمة (AIHA)في عام 1939 بواسطة مجموعة متعددة التخصصات من المهنيين والوكالات الحكومية المختصة بصحة العمال.
بدأ تاريخ جمعية النظافة الصناعية الأمريكية في ثلاثينيات القرن الماضي مع اجتماع الأشخاص المهتمين بالفعل تحت رعاية منظمات أخرى لتشمل المنظمة الأمريكية للصحة العامة والجمعية الكيميائية الأمريكية ومجلس السلامة الوطني والجمعية الأمريكية لمهندسي التبريد والتدفئة وتكييف الهواء. في عام 1938، نظم مجلس إدارة الجمعية الأمريكية للأطباء والجراحين (AAIPS).
مؤتمرًا أمريكيًا دائمًا بشأن الأمراض المهنية استجابة لتفشي أعداد كبيرة من حالات التسمم بالرصاص في صناعة السيارات. اقترح الدكتور كاري ب.ماكورد كرئيس للمؤتمر تأسيس جمعية مستقلة لأخصائي صحة صناعية ليسوا أطباء وسيعملون تحت اسم مؤتمر النظافة الصناعية الأمريكي. عُقد الاجتماع السنوي الرابع والعشرون لـ (AAIPS) في يونيو 1939 في كليفلاند، أوهايو، تم خلاله عقد اجتماع تنظيمي لتأسيس جمعية للنظافة الصناعية في 6 يونيو 1939. في البداية كان سيتم تسمية الجمعية باسم جمعية خبراء الصحة الصناعية لم يتم دعمه واتفق الآراء على اسم الجمعية الأمريكية للصحة الصناعية (AIHA). تم انتخاب ثلاثة ضباط للجمعية الجديدة مع رئيس ويليام يانت. وارين كوك، الرئيس المنتخب؛ وجوردون أ. هارولد، أمين الخزانة. كان لدى 160(AIHA) عضوًا في بدايتها ودفعت مستحقات سنوية قدرها 3.00 دولارات. أفاد هارولد من اجتماع مجلس الإدارة الأول في 18 أكتوبر 1939 أن الأهداف الأساسية الأربعة للجمعية هي: 1. تقديم وتطبيق النظافة الصناعية والصرف الصحي بواسطة تبادل ونشر المعرفة الفنية حول هذه الموضوعات. 2. زيادة دراسة ومراقبة المخاطر الصحية الصناعية عن طريق تحديد وإزالة التعرض المفرط.[بحاجة لمصدر] 3.